# Marta Lucio Gómez
Marta Lucio Gómez, née le 6 octobre 1974, est une femme politique espagnole membre du Parti populaire.

## Biographie

### Vie privée
Elle est mariée et mère d'une fille.

### Carrière politique
Le 20 décembre 2015, elle est élue sénatrice pour Pontevedra au Sénat et réélue en 2016.